# Verona (Virginia)
Verona è un census-designated place (CDP) degli Stati Uniti d'America, situato nello stato della Virginia, nella contea di Augusta.